# Penthimia nigerrima
Penthimia nigerrima är en insektsart som beskrevs av Jacobi 1944. Penthimia nigerrima ingår i släktet Penthimia och familjen dvärgstritar. Inga underarter finns listade i Catalogue of Life.